# Marcello Gigante
Marcello Gigante (Buccino nabij Salerno, 20 januari 1923 – Napels, 23 november 2001) was een Italiaans classicus, papyroloog en specialist in Byzantijnse literatuur. Gigante was hoogleraar aan de universiteit van Trieste (1960-1968) en de universiteit van Napels Federico II (1968-1998).

## Levensloop

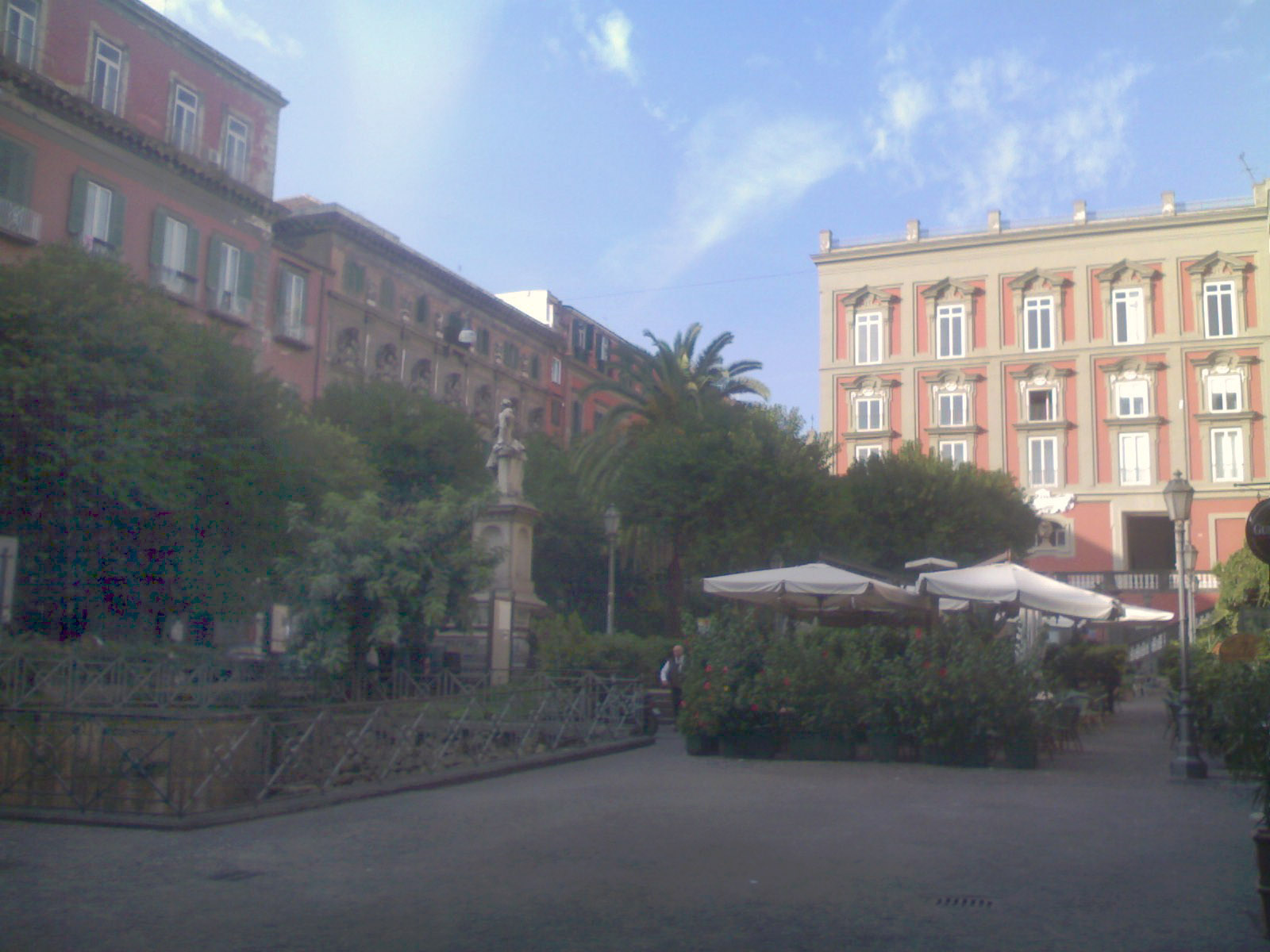
Faculteit Letteren van de universiteit van Napels Federico II, Piazza Bellini

Gigante groeide op als achtste van negen zonen in het gezin van Domenico Gigante en Concetta d’Acunto in Buccino. Gigante studeerde klassieke talen aan de universiteit van Napels Federico II. In 1946 studeerde hij af. Van 1946 tot 1949 werkte hij in Rome voor een uitgeverij van boeken voor classici, met een beurs die hij ontvangen had naar aanleiding van zijn scriptie.
Van 1949 tot 1960 was hij leraar Latijn en Oudgrieks aan het lyceum Genovesi in Napels. Later zou hij over deze periode zeggen dat het voor hem een leerschool was om jongeren te motiveren voor klassieke talen. In de jaren 1950 combineerde hij dit met een docentschap aan de universiteit van Napels Federico II. Hij bekwaamde zich in de papyrologie naar aanleiding van opgravingen in Herculaneum nabij Napels. In deze periode publiceerde hij wat hij zelf noemde zijn meesterwerk, getiteld Nomos basileus (1956). Via een beurs van de Alexander-von-Humboldt-Stiftung vervolledigde hij zijn onderzoekswerk aan de universiteit van Bonn.
In 1960 volgde een benoeming tot hoogleraar aan de universiteit van Trieste. Het gezin Gigante verhuisde van Napels naar Trieste. Hij bekleedde de leerstoel Byzantijnse filologie aan de faculteit Letteren en Wijsbegeerte. Tevens gaf hij de cursus geschiedenis van de filosofie in de Klassieke Oudheid. Voor Gigante was de Byzantijnse literatuur een culturele en taalkundige verderzetting van het hellenisme uit de Griekse Oudheid; de Byzantijnen hadden volgens hem de Griekse Oudheid gefilterd en verfijnd. Een tijdsgenoot Andrea Tessier meende dat professor Gigante hiermee een nieuwe impuls gaf aan de kennis over Byzantium, want sinds 1900 leek de kennis over Byzantium “versteend”.
Het gezin keerde terug naar Napels (1968). Van 1968 tot zijn emeritaat in 1998 was Gigante hoogleraar in Napels. Gigante kreeg de leerstoel Oudgriekse en Latijnse grammatica, alsook Griekse literatuur. Hij richtte een onderzoeksinstituut voor papyrologie op. Hij stichtte het tijdschrift Cronache Ercolanesi of de Kronieken van Herculaneum. In zijn onderzoek had hij bijzondere aandacht voor de Griekse kolonisatie in Zuid-Italië. De verbinding tussen Magna Graecia met het Griekse moederland boeide hem. Hij sprak van I Greci in Occidente of de Grieken in het Westen. Hij publiceerde over de Griekse en Romeinse Oudheid, waarbij er steeds een link was naar Sicilië, Campania, Neapoli, Herculaneum of Pompei.
Met zijn geboortedorp Buccino behield Gigante altijd een goede band. Het dorp lag in het gebied van de Volsken tijdens de Klassieke Oudheid. Gigante was de stichter van het Nationaal Archeologisch Museum van de Volsken in Buccino; de gemeente noemde het museum naar professor Gigante. Gigante was ook ereburger van Buccino.
Van 1982 tot zijn dood was hij zowat 20 jaar voorzitter van de Associazione italiana di cultura classica of Italiaanse vereniging der classici.
In 1987 ontving hij een eredoctoraat van de universiteit van Athene voor zijn onderzoekswerk over Magna Graecia en Byzantium.

## Enkele van zijn werken
- Nomos Basileus (1956)
- Saggio critico su Demostene e Aristide (1969)
- Richerche filodemee (1969)
- Rintone e il teatro in Magna Graecia (1971)
- L’edera di Leonida (1971)
- Glossarium Epicureum (1977), mede-auteur
- Catalogo dei papiri ercolanesi (1979)
- Studi sulla civiltà letteraria bizantina (1981)
- Scetticismo ed epicureismo (1981)
- Una misura per l‘amore (1993)
- Orazio: l’effimero diventa eterno (1994).

Postuum verschenen nog :
- Il libro degli epigrammi di Filodemo (2002)
- Leopardi e l’antico (2003)
- Scritti sulla poesia greca e latina (2006).